# Lawrence Alma-Tadema

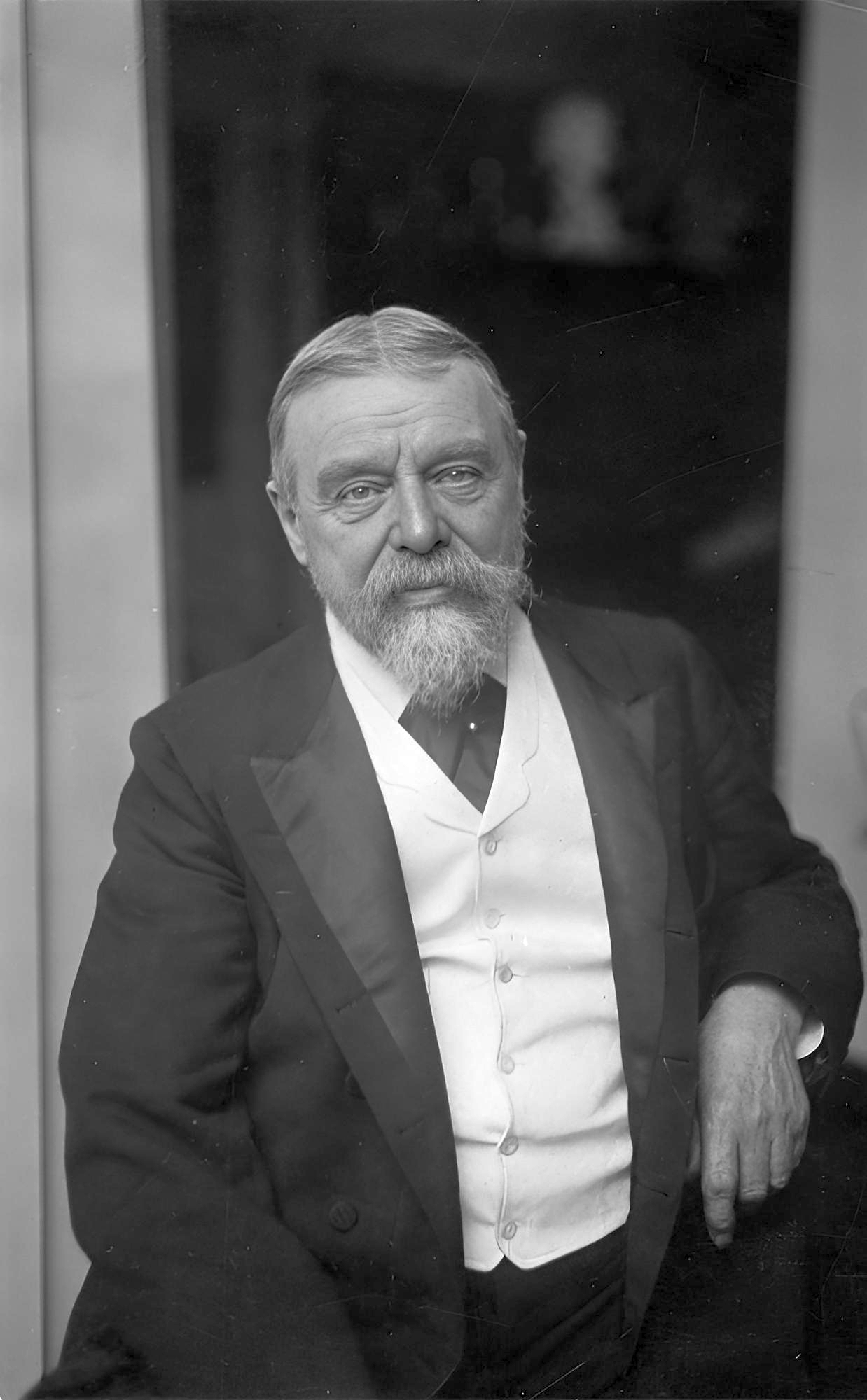
Lawrence Alma-Tadema um 1910

Sir Lawrence Alma-Tadema, OM, RA (Geburtsname: Lourens Alma Tadema, * 8. Januar 1836 in Dronrijp, Niederlande; † 25. Juni 1912 in Wiesbaden) war ein niederländischer Maler und Zeichner des akademischen Realismus mit britischem, belgischem und niederländischem Bürgerrecht.

## Leben

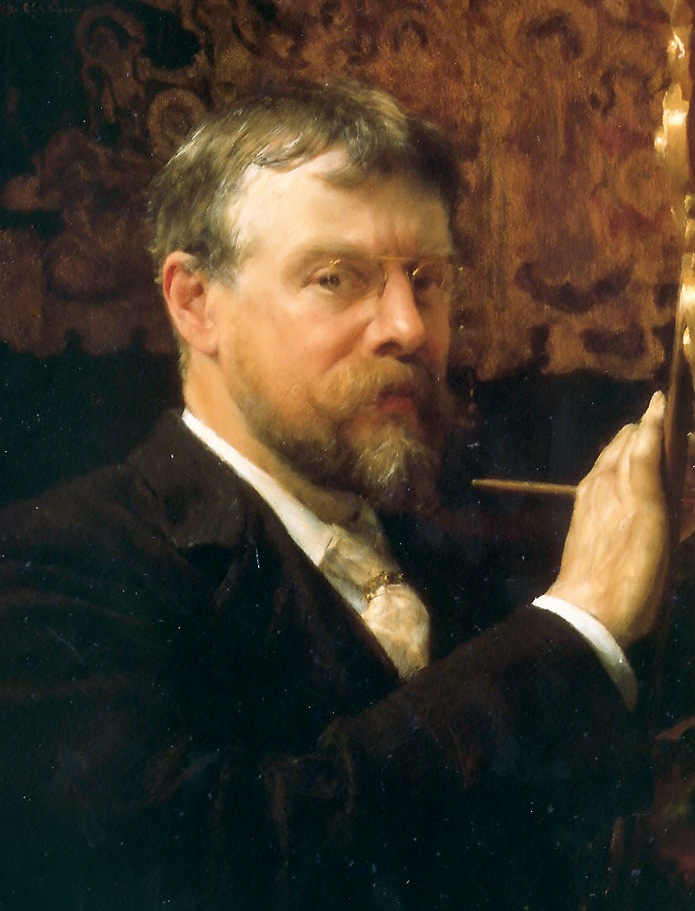
Lawrence Alma-Tadema, Selbstporträt (1896)

Alma-Tadema war das dritte Kind des Notars Pieter Jiltes Tadema und dessen zweiter Ehefrau Hinke Dirks Brouwer (die Halbschwester der ersten Frau). Seine Vornamen Lourens Alma erhielt er nach seinem Taufpaten; später machte er Alma zum Bestandteil seines Nachnamens, um gleich am Anfang von Ausstellungskatalogen zu erscheinen.
Alma-Tademas Vater starb bereits 1840 und er bekam einen Vormund. Mit 16 Jahren kam Alma-Tadema 1852 nach Antwerpen und wurde an der dortigen Kunstakademie Schüler von Gustave Wappers. Mit dessen Fürsprache konnte er später in das Atelier von Hendrik Leys wechseln und wurde dessen Assistent. 1859 unterstützte Alma-Tadema Leys bei der Ausschmückung des Rathauses von Antwerpen. Die nächsten Jahre wirkte Alma-Tadema bereits als selbständiger Künstler, war aber immer wieder als Schüler in den Ateliers von Josephus Laurentius Dyckmans oder Gustave Wappers anzutreffen.

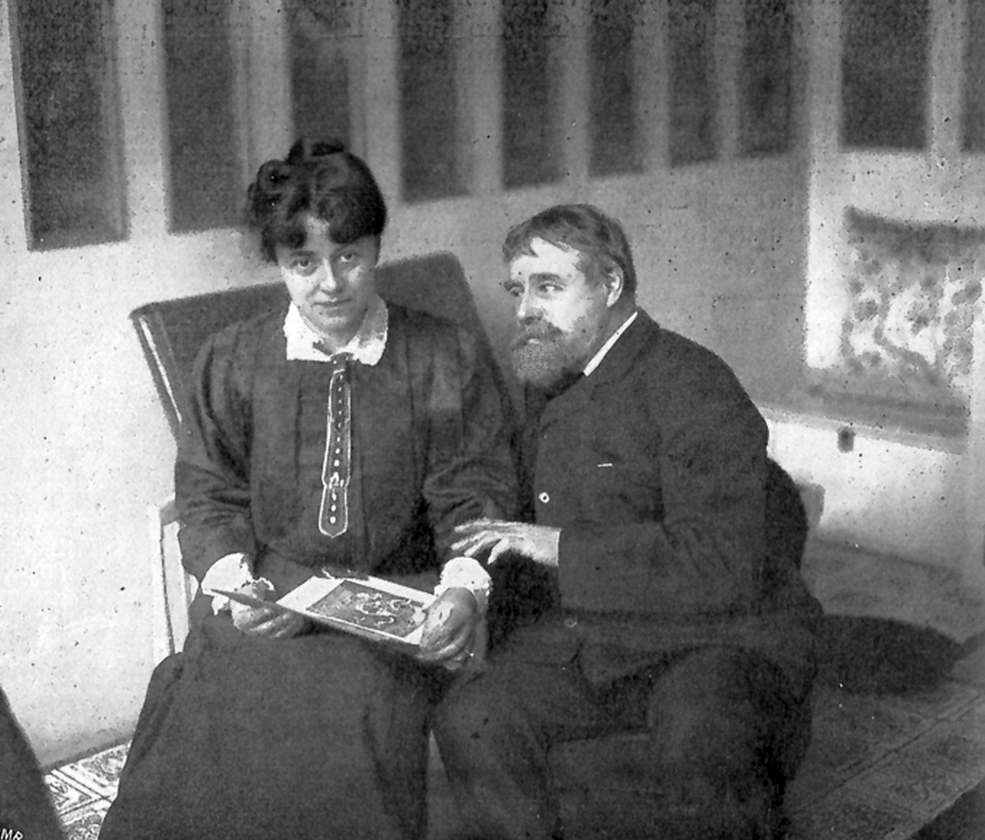
Lawrence Alma-Tadema mit seiner Tochter Laurence, um 1906

1863 heiratete Alma-Tadema in Antwerpen Pauline Gressin, eine Französin, und lebte mit ihr bis zu ihrem Tod 1869 in Brüssel. 1864 wurde auf der Ausstellung des Salon de Paris 1864 ein Bild von ihm mit einer Medaille ausgezeichnet. Auf der Weltausstellung in Paris 1867 wurden seine ausgestellten Werke ebenfalls prämiert. Mit seinen beiden Töchtern Laurence und Anna ließ sich Alma-Tadema 1870 in London nieder und widmete sich in den folgenden Jahren der Historienmalerei, wobei er seine Sujets immer wieder in der Antike fand. 1871 heiratete Alma-Tadema in London Laura Theresa Epps, die aus einer Künstlerfamilie stammte und sich unter dem Namen Laura Theresa Alma-Tadema ebenfalls einen Namen machte. Königin Victoria, die Alma-Tadema sehr schätzte, verlieh ihm 1873, als letzte bekannte Person, die Denization, eine Art dauerhafte Aufenthaltsrecht, da es ihm sonst als Ausländer nicht gestattet gewesen wäre, Mitglied der Royal Academy of Arts zu werden.
1876 nahm die Royal Academy of Arts Alma-Tadema als „Associate“ auf und bereits drei Jahre später ernannte sie ihn zu einem ordentlichen Mitglied. Die angesehene Grosvenor Gallery in London ehrte ihn in einer vielbeachteten Ausstellung. Anlässlich des 81. Geburtstags von Königin Victoria 1899 wurde Alma-Tadema zum Knight Bachelor geschlagen und führte fortan den Namenszusatz „Sir“.
Im Alter von 76 Jahren starb Sir Lawrence Alma-Tadema am 25. Juni 1912 in Wiesbaden und wurde in der St Paul’s Cathedral in London beigesetzt.
Die Bilder des viktorianischen Malers Alma-Tadema zeichnen sich durch eine besondere Detailtreue aus, die ihn schon zu Lebzeiten zu einem der berühmtesten Maler Großbritanniens machten. Die Akademie Berlin, Akademie der Bildenden Künste München, königliche Akademie von Madrid und die Akademie der bildenden Künste Wien schmückten sich mit seiner Mitgliedschaft. 1902 wurde er als auswärtiges Mitglied in die Académie des Beaux-Arts und 1912 als assoziiertes Mitglied in die Königliche Akademie der Wissenschaften und Schönen Künste von Belgien aufgenommen.
Lawrence Alma-Tadema war der Cousin von Hendrik Willem Mesdag.

## Ehrungen
- Pour le mérite für Wissenschaften und Künste (1881)
- Belgischer Leopoldsorden, Ritter
- Ritter des bayerischen Ordens vom Heiligen Michael
- Ritter der französischen Ehrenlegion
- Order of Merit
- Mitglied der Royal Academy of Arts

## Werke (Auswahl)

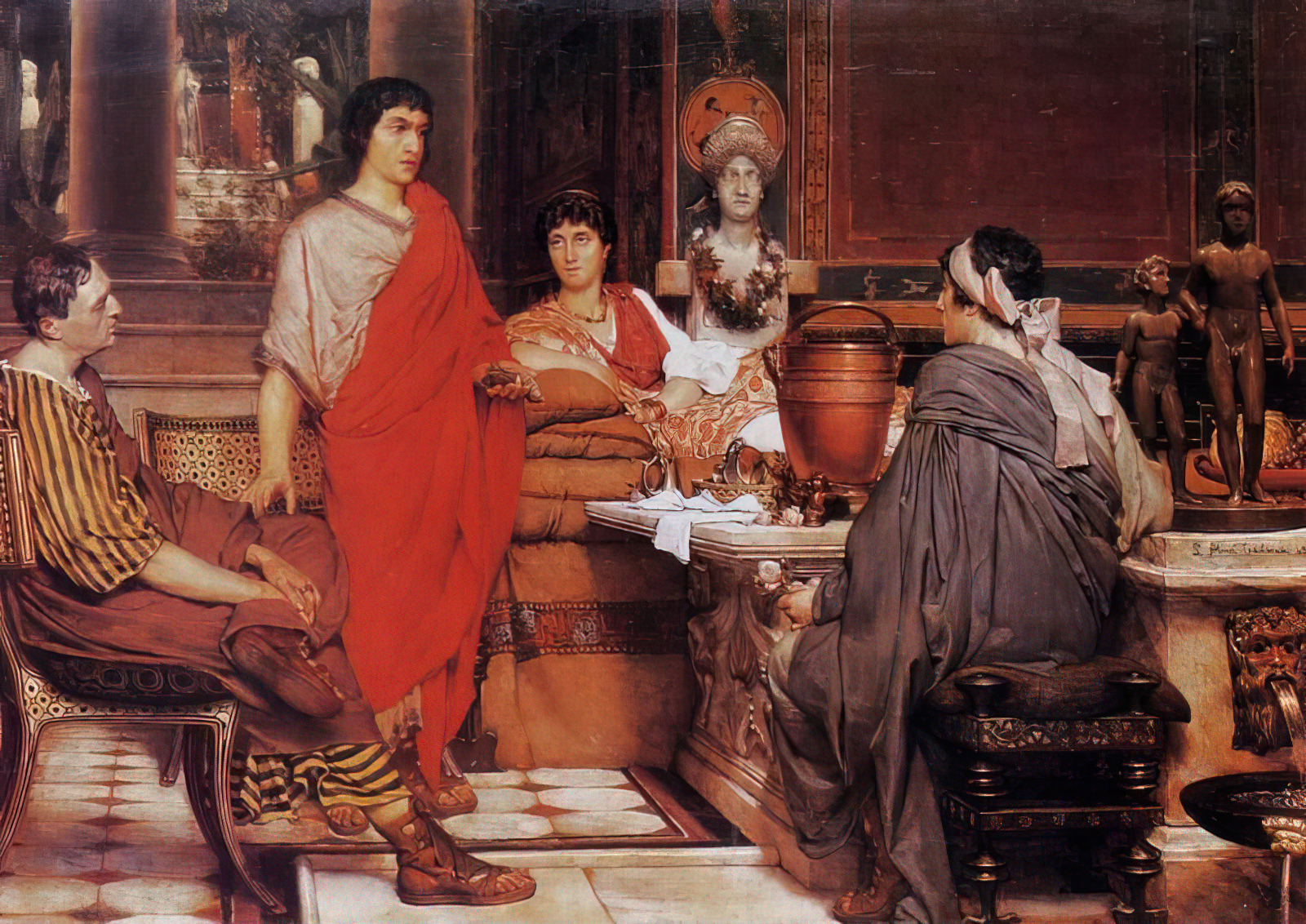
Catullus bei Lesbia
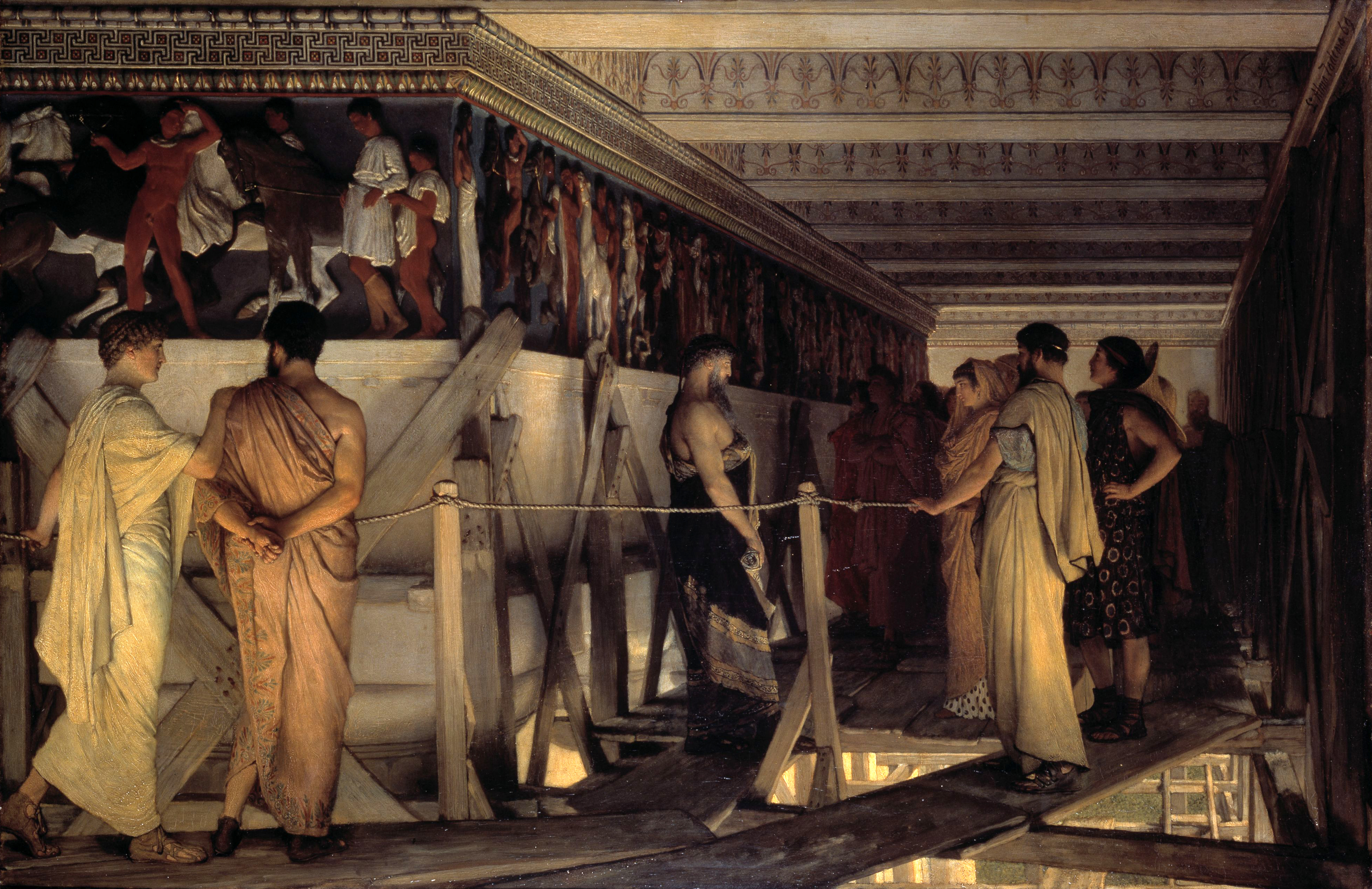
Phidias zeigt seinen Freunden den Fries im Parthenon
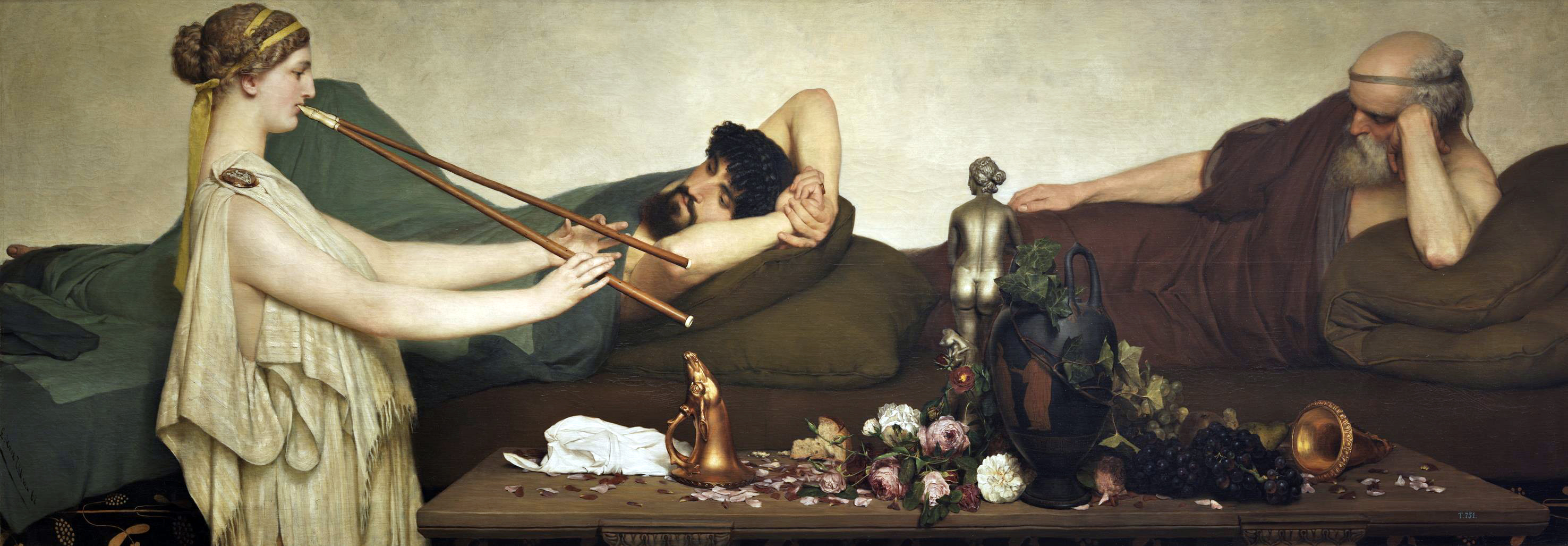
Pompejanische Szene
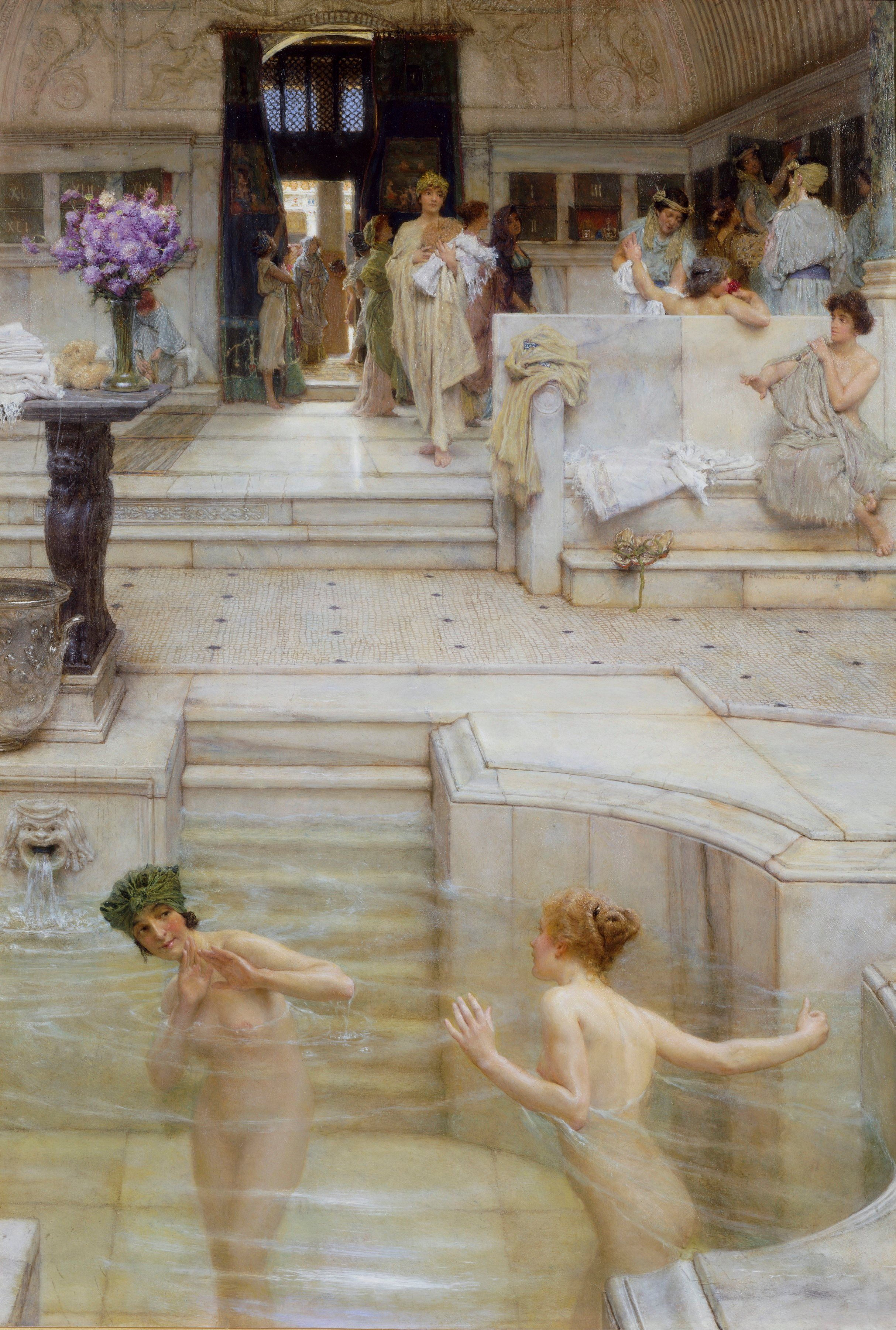
Ein bevorzugter Brauch

- 1863: Ägypter vor 3000 Jahren (Egyptians 3000 years ago), Harris Museum and Art Gallery, Preston, Großbritannien
- 1865: Ein Ägypter an seinem Torweg (An Egyptian at his doorway)
- 1865: Catullus bei Lesbia
- 1867: Die Mumie (The mummy)
- 1868: Phidias zeigt seinen Freunden den Fries im Parthenon
- 1869: Der Kammerherr des Sesostris (The chamberlain of Sesostris)
- 1872: Eine ägyptische Witwe (An Egyptian Widow), Rijksmuseum Amsterdam
- 1873: Der Tod des Erstgeborenen (The Death of the First Born), Rijksmuseum, Amsterdam
- 1876: Eine Audienz bei Agrippa (An Audience at Agrippa’s), Privatsammlung
- 1877: Herbst: Weinlesefest (Autumn: Vintage Festival), Birmingham Museums and Art Gallery, Birmingham
- 1881: Sappho und Alkaios (Sappho and Alcaeus), Walters Art Museum, Baltimore, USA
- 1883: Der Weg zum Tempel (The Way to the Temple), Royal Academy of Arts, London
- 1883: Porträt Leopold Löwenstam, Privatbesitz
- 1887: Die Frauen von Amphissa (The Women of Amphissa), The Clark Institute, Williamstown, USA
- 1888: Die Rosen des Heliogabalus (The Roses of Heliogabalus), Privatsammlung
- 1890: Pompejanische Szene (Scene of Pompei)
- 1895: Ein vorteilhafter Standpunkt (Coign of Vantage), Privatsammlung
- 1904: Auffindung des Moses (The Finding of Moses), Privatsammlung
- 1909: Ein bevorzugter Brauch (A Favourite Custom), Privatsammlung